# Blažejovice

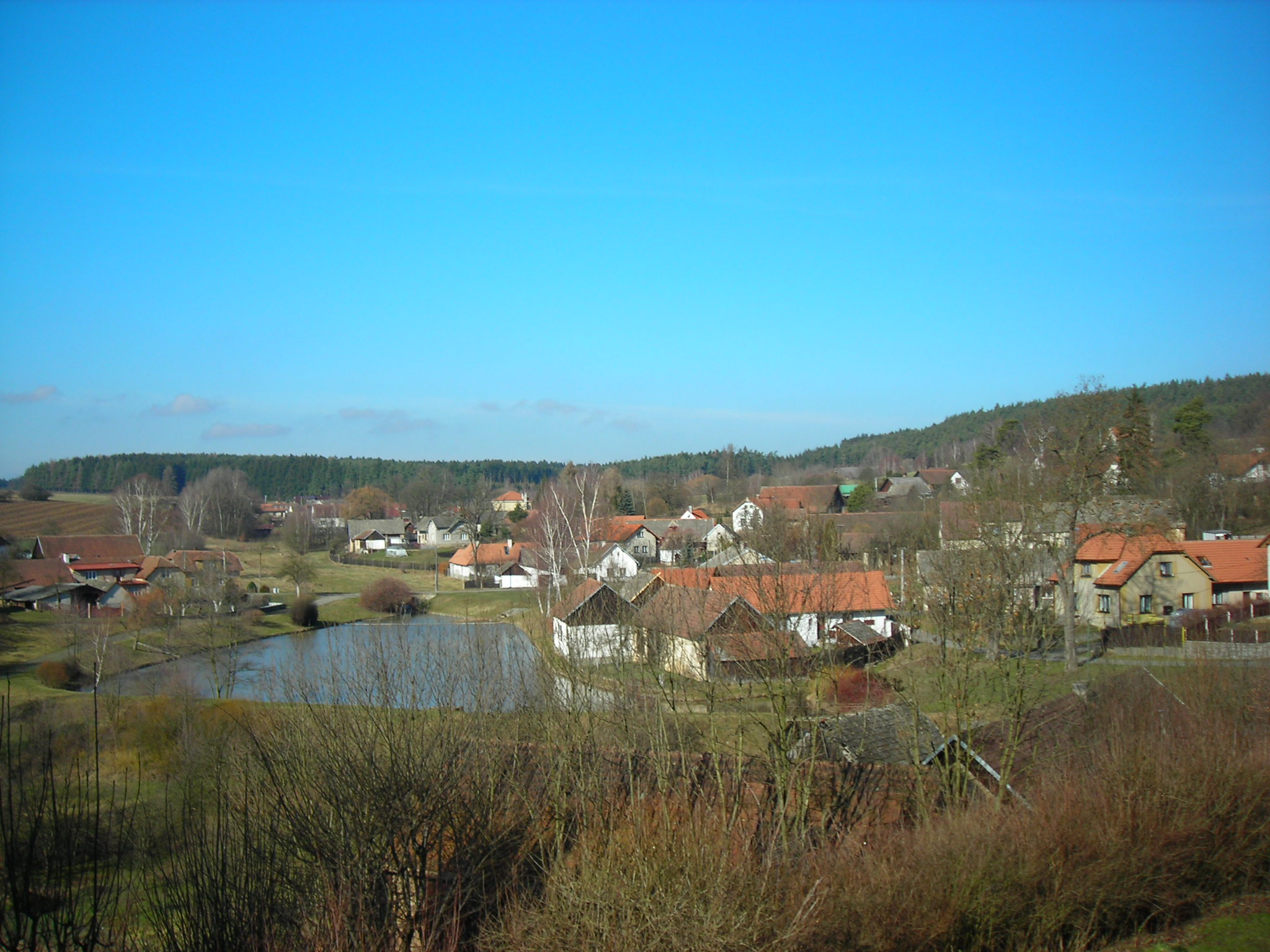
Blažejovice – 2007

Blažejovice (deutsch Blaschejowitz) ist eine Gemeinde in Tschechien. Sie liegt 15 Kilometer nordwestlich von Humpolec und gehört zum Okres Benešov.

## Geographie
Blažejovice befindet sich linksseitig des mit der Trinkwassertalsperre Švihov gefluteten Želivkatals am Fuße des Hůrka bzw. Blažejovický vrch (546 m) in der Böhmisch-Mährischen Höhe. Südlich liegt das Tal des Blažejovický potok, der im Westen in den Stausee fließt. Über der Einmündung liegen die Reste der Burg Zahrádka (Klosterberg) und am gegenüberliegenden Ufer die Kirche St. Veit, die bis 1976 im Zentrum des Fleckens Zahrádka stand.
Nachbarorte sind Martinice u Dolních Kralovic im Norden, Šetějovice und Snět im Nordosten, Ježov und Vranice im Südosten, Píšť im Süden, Hořice im Südwesten, Vítonice im Westen sowie Vraždovy Lhotice im Nordwesten.

## Geschichte
Blažejovice entstand im ursprünglich von dichten Wäldern bestandenen Sprengel der Königin Swatawa, im Zuge dessen Besiedlung durch das Vyšehrader Kollegiatkapitel. Die erste Erwähnung des Ortes erfolgte im Jahre 1352 in einer Urkunde Karls IV. Seit 1407 ist auch Vítonice nachweislich.
Nach der Zerstörung des Vyšehrad durch die Hussiten erhielt Nikolaus Trčka von Lípa 1436 den Sprengel als Geschenk. Im Jahre 1547 kaufte Heinrich Kekulé von Stradonitz Blažejovice. Weitere Besitzer waren Štěpán Střela z Rokyc, ab 1611 die Vražda von Kunwald danach die Hofkammer. Über deren Präsidenten Heinrich Hovora Berka von Dubá gelangte das Dorf 1694 an Johann Leopold Donatus von Trautson und Falkenstein, der 1698 auch die Herrschaft Unterkralowitz erwarb und das Dorf dort anschloss. Ihm folgte 1766 Karl Josef von Palm-Gundelfingen und ab 1844 Fürst Wilhelm Vincenz von Auersperg. Nach der Aufhebung der Patrimonialherrschaften erlangte Blažejovice 1848 die Selbstständigkeit.
1910 entstand das Schulhaus. 1945 wurden die Güter der Fürsten Auersperg konfisziert. Die Schule wurde 1973 wegen zu geringer Schülerzahlen geschlossen und dient heute als Gemeindeamt.
Ab 1974 erfolgte die Flutung des Tals der Želivka durch die Talsperre Švihov; gleichzeitig wurde der Flecken Zahrádka aufgelöst und zu großen Teilen überflutet.

## Gemeindegliederung
Die Gemeinde Blažejovice besteht aus den Ortsteilen Blažejovice (Blaschejowitz) und Vítonice (Witonitz).

## Sehenswürdigkeiten
- Kapelle der Jungfrau Maria, erbaut in der Mitte des 19. Jahrhunderts. Die Glocke Václav stammt noch von dem hölzernen Glockenturm aus dem Jahre 1695, der durch die Kapelle ersetzt wurde.
- Kapelle in Vítonice, das Bauwerk stammt aus dem in der Talsperre versunkenen Dorf Příseka und wurde 1972 umgesetzt.